# Maatsuyker Island
Maatsuyker Island fa parte e dà il nome al gruppo delle Maatsuyker Islands, isole site a sud dell'isola di Tasmania (Australia) nell'oceano antartico e appartenenti alla municipalità di Huon Valley, una delle Local government area della Tasmania. Tutto il gruppo di isole appartiene al Southwest National Park che a sua volta fa parte della Tasmanian Wilderness World Heritage Area.

## Geografia
Maatsuyker Island è la seconda per estensione delle Maatsuyker Islands, dopo De Witt Island, e dista circa 10,4 km dalla costa della Tasmania. Ha una lunghezza di circa 2,6 km, per 1,2 km di larghezza, un'area di 0,016 km² e la sua altezza massima è di 284 m. Sulla punta sud dell'isola si trova un faro che è il più meridionale dell'Australia. Altri isolotti adiacenti che fanno parte dello stesso gruppo sono: Walker Island, a nord; i Western Rocks, due scogli conosciuti anche come Black Rocks, che si trovano ad ovest di Walker Island; e i Needle Rocks, gruppo di scogli conosciuti anche come The Needles, che si trovano a sud-ovest.

### Flora e fauna
La vegetazione dell'isola è dominata dalla presenza dell'arbusto Leptospermum scoparium, o "albero del the".
L'isola è stata identificata come Important Bird Area per l'importanza nella riproduzione delle specie.
Tra gli uccelli marini e i trampolieri che si riproducono sull'isola c'è il pinguino minore blu (700 coppie), la berta codacorta (800 000 coppie), la berta grigia, il prione fatato (5 000 coppie), il petrello tuffatore comune (10 000 coppie), il petrello piumoso, il gabbiano del Pacifico, il gabbiano australiano, e la beccaccia di mare fuligginosa.
È stato registrato sull'isola l'antechino di palude, specie del genere Antechinus. E tra i rettili: il Niveoscincus metallicus, la Bassiana duperreyi e il Niveoscincus pretiosus.
L'otaria orsina del Capo e l'otaria orsina meridionale usano fermarsi sulle coste dell'isola che, occasionalmente, sono visitate anche dall'elefante marino del Sud.